# John William Madden

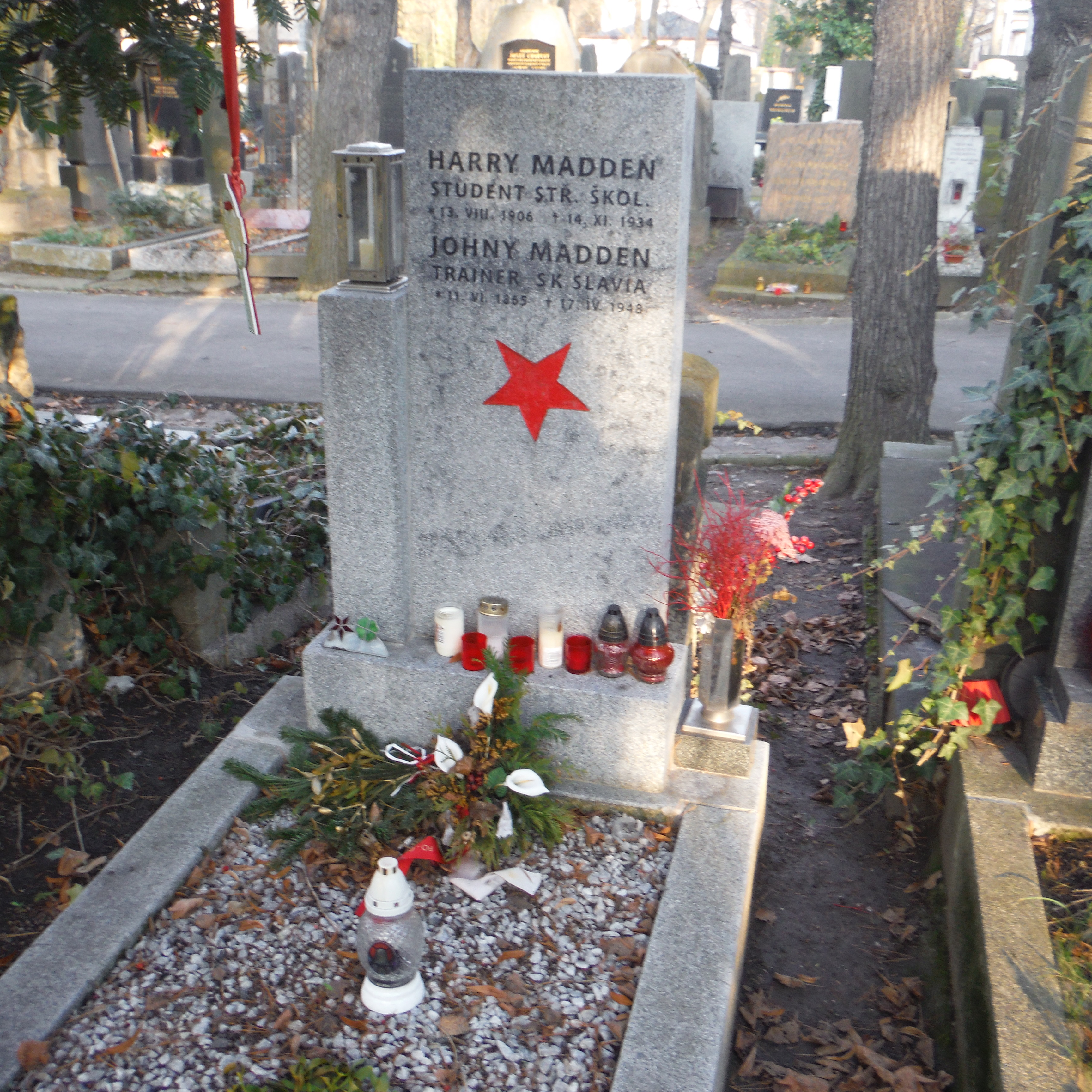
Hrob Johna Maddena na Olšanských hřbitovech

John William Madden, přezdívaný také „Dědek“ Madden, (11. června 1865 Dumbarton – 17. dubna 1948 Praha) byl skotský fotbalista a fotbalový trenér, který významně ovlivnil fotbal v českých zemích.

## Mládí
Životní dráha trenérské fotbalové legendy začala 11. června 1865 v Dumbartonu. Byl jedním z devíti dětí Edwarda Maddena a Agnes McIlvainové, irských přistěhovalců, kteří se usadili na High Street 71 v Dumbartonu. Pokřtěn byl v místním kostele svatého Patrika a získal základní vzdělání ve stejnojmenné škole sídlící v budově přiléhající ke kostelu.
Po nástupu do zaměstnání spojil svoji fotbalovou kariéru a práci nýtaře v loděnicích. Protože v té době hrál za anglický tým Gainsborough Trinity (psal se rok 1887), pracoval celý týden v loděnicích a v pátek přes noc cestoval k utkání. Do práce ve Skotsku se vracel v pondělí vlakem. Nedlouho předtím (1885) se jeho rodina po smrti jeho otce přestěhovala do Particku – dnes čtvrť v Glasgow.

## Celtic Glasgow
Když se stal hráčem Celtiku až v roce 1889, byl pozván k prvnímu zápasu nově vytvořeného klubu, který se hrál 28. května 1888 proti Rangers.
Hrál jako střední útočník, tuto pozvánku přijal, ale mezi střelce pěti branek Celtiku, na které odpověděli Rangers jen dvakrát, se nezapsal.
Své první soutěžní utkání v dresu slavného klubu odehrál 14. září 1889 ve skotském poháru proti Queens Park F.C. (2:1). V následujícím roce v premiérovém ligovém ročníku vstřelil své první dva góly: při vítězství 5:1 na hřišti Hearts 31. srpna 1890. Nastoupil za Celtic ve 118 utkáních (92 ligových a 26 ve skotském poháru) a vstřelil 49 gólů (38 ligových a 11 pohárových). Skotsko reprezentoval celkem čtyřikrát – dvakrát hrál za ligové výběry a dvakrát za skotský národní tým. Oba zápasy proti Walesu, v prvním ve Wrexhamu v roce 1893 vstřelil čtyři branky (Skotsko zvítězilo 8-0), druhé utkání se hrálo o dva roky později a znovu ve Wrexhamu. Madden tehdy vstřelil jeden ze dvou skotských gólů. Střetnutí skončilo remízou 2:2.
Tradovalo se o něm mnoho historek. A jak už to bývá, v některých z nich je jen zrnko pravdy. V roce 1892 se stal hlavním hrdinou události, kterou některé prameny popisují jako únos osnovaný Sheffieldem Wednesday. V jiné verzi téhož příběhu prý setkal náhodou na vlakovém nádraží Willieho Maleyho a manažera Celtiku Johna Glasse při svém odjezdu do Sheffieldu po podepsání smlouvy. Oba jej při této příležitosti přemluvili, aby zůstal v Celtiku a nabídli mi mu větší plat. Jiná verze tvrdí, že rozzuření fanoušci napadli funkcionáře anglického klubu, který se s ním setkali na nádraží v Particku, aby s ním projednal případný přestup. V další verzi jej prý přemluvil k návratu do Glasgow jeden katolický kněz. V Celtiku každopádně zůstal až do roku 1897, kdy svoji hráčskou kariéru ukončil. Krátce se věnoval trénování v Dundee a Tottenhamu Hotspur.
S Willie Maleyem se setkal ještě jednou, o mnoho let později, v roce 1922. Celtik se tehdy vydal do Německa a Československa na zápasové turné. Napsat, že duel mezi Slavií a Celtikem byl „vyhecovaný“, je jen mírné vyjádření. Zřejmě kvůli velké rivalitě obou trenérů bylo utkání mnohem prestižnější než obyčejné přátelské zápasy. Slávisté zvítězili 3:2, skotští hráči Willie McStay a John Gilchrist byli vyloučeni za fauly, které Maley po utkání rozhořčeně označil za „běžné“. Celtic na svém turné podlehl i 1:2 Spartě.

## Slavia Praha

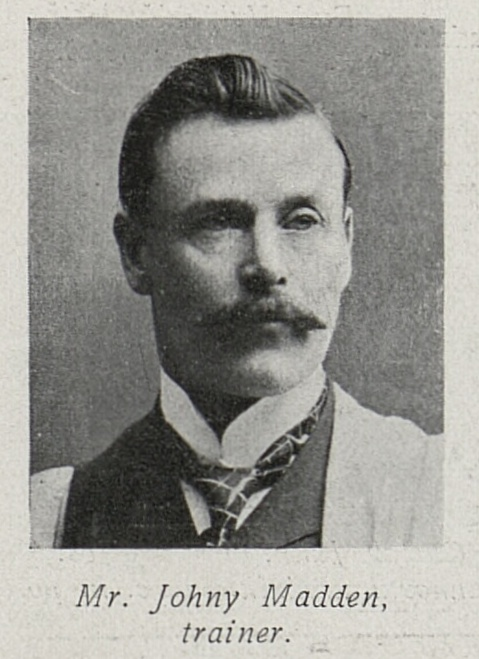
Johnny Madden (1913), trenér S.K. Slavia Praha

V únoru 1905 se ocitl v Čechách, v Praze, která se pro něj stala domovem. Oženil se tu s Františkou Čechovou, se kterou měl syna Jindřicha. V Praze setrval i během obou světových válek.
Jak přesně se ale ocitl v Praze v roce 1905, je jednou z dalších záhad jeho života. Podle jedné z historek se funkcionáři Slavie vydali do Velké Británie najít nového trenéra a chtěli získat hráče Rangers Johna Taita Robertsona. Ten o stěhování do Čech zájem neměl, a tak se po domluvě s jiným hráčem Rangers Findlay Speediem převlékl do dresu Rangers, aby oklamal slávistické funkcionáře. Lest se vydařila a ačkoliv to celé nevypadá příliš věrohodně, na pohlednicích týmu z roku 1910 vydaných Slavií je trenér představen jako John Madden z Glasgow Rangers.
Na úspěch ve Slavii nečekal dlouho. V roce 1908, pouhé tři roky po svém příchodu, klub poprvé vyhrál český pohár. Skotský kouč zavedl do týmu moderní metody trenérské práce, masáže a fyzioterapeutické postupy. Uměl rychle léčit výrony a kontuze, na což používal proudy horké a studené vody, mýdlové zábaly i vlastní masti, které sám vyráběl.
Červenobílé trénoval až do června 1930, jeho trenérská kariéra trvala pětadvacet let, což žádný jiný kouč[kdo?] již nikdy nepřekonal. I po svém formálním odchodu do důchodu ve věku 65 let se aktivně podílel na práci v klubu. Na tréninky dohlížel z invalidního vozíku a tréninkové pokyny udílel trenérským ukazovátkem. Se Slavií sice získal jen tři ligové tituly, což však bylo způsobeno tím, že se v Československu začala hrát nejvyšší fotbalová soutěž až v roce 1925. Slavia pod jeho vedením dokonce v roce 1938 zvítězila ve Středoevropském poháru.
Někdy se mu říká „otec českého fotbalu“. Sehrál důležitou roli nejenom v rozvoji československé kopané, ale ovlivnil i další sporty jako je lední hokej a tenis.
17. dubna 1948, ve věku 82 let, právě rok poté, co Slavia získala další mistrovský titul, zemřel. Je pohřben na Olšanských hřbitovech společně se svou manželkou, která zesnula v roce 1963, a jejich synem, jenž zemřel ještě za života svých rodičů.
Během pohřbu byla jeho rakev vystavena na katafalku s čestnou stráží, kterou tvořili hráči Slavie v červenobílých dresech s hvězdou na prsou.

## Moravská Slavia Brno
V říjnu 1930 se ocitl na Moravě, v Brně, kde začal trénovat Moravskou Slavii Brno.

## Ocenění
4. července 2017 byla po Johnu Williamu Maddenovi pojmenována hlavní tribuna stadionu v Edenu a na chodníku slávy před stadionem byla odhalena trenérova hvězda. Téhož dne byl sehrán přátelský zápas se Celticem Glasgow (0:0), v kterém skotský útočník a trenér také působil.